# Staffanstorp
Staffanstorp ist ein Ort (tätort) in der südschwedischen Provinz Skåne län und in der historischen Provinz Schonen. Er ist Hauptort der gleichnamigen Gemeinde Staffanstorp.

## Geschichte
Der Name des Ortes wurde erstmals 1304 erwähnt, damals noch als Stafnsthorp. Später wurde er in Stanstorp abgeändert. Mit der Eröffnung der Eisenbahnstation legte man sich auf Staffanstorp fest, um Verwechslungen mit anderen Orten zu vermeiden. Trotz des langen Bestehens wurden Staffanstorp nie die Stadtrechte verliehen.